# Sutton-at-Hone and Hawley
Sutton-at-Hone and Hawley är en civil parish i grevskapet Kent i sydöstra England. Den ligger i distriktet Dartford och utgörs av orterna Sutton-at-Hone samt Hawley. Civil parishen hade 4 271 invånare vid folkräkningen år 2021.